# Gonolobus stephanotrichus
Gonolobus stephanotrichus är en oleanderväxtart som beskrevs av August Heinrich Rudolf Grisebach. Gonolobus stephanotrichus ingår i släktet Gonolobus och familjen oleanderväxter. Inga underarter finns listade i Catalogue of Life.